# Mr. Olympia

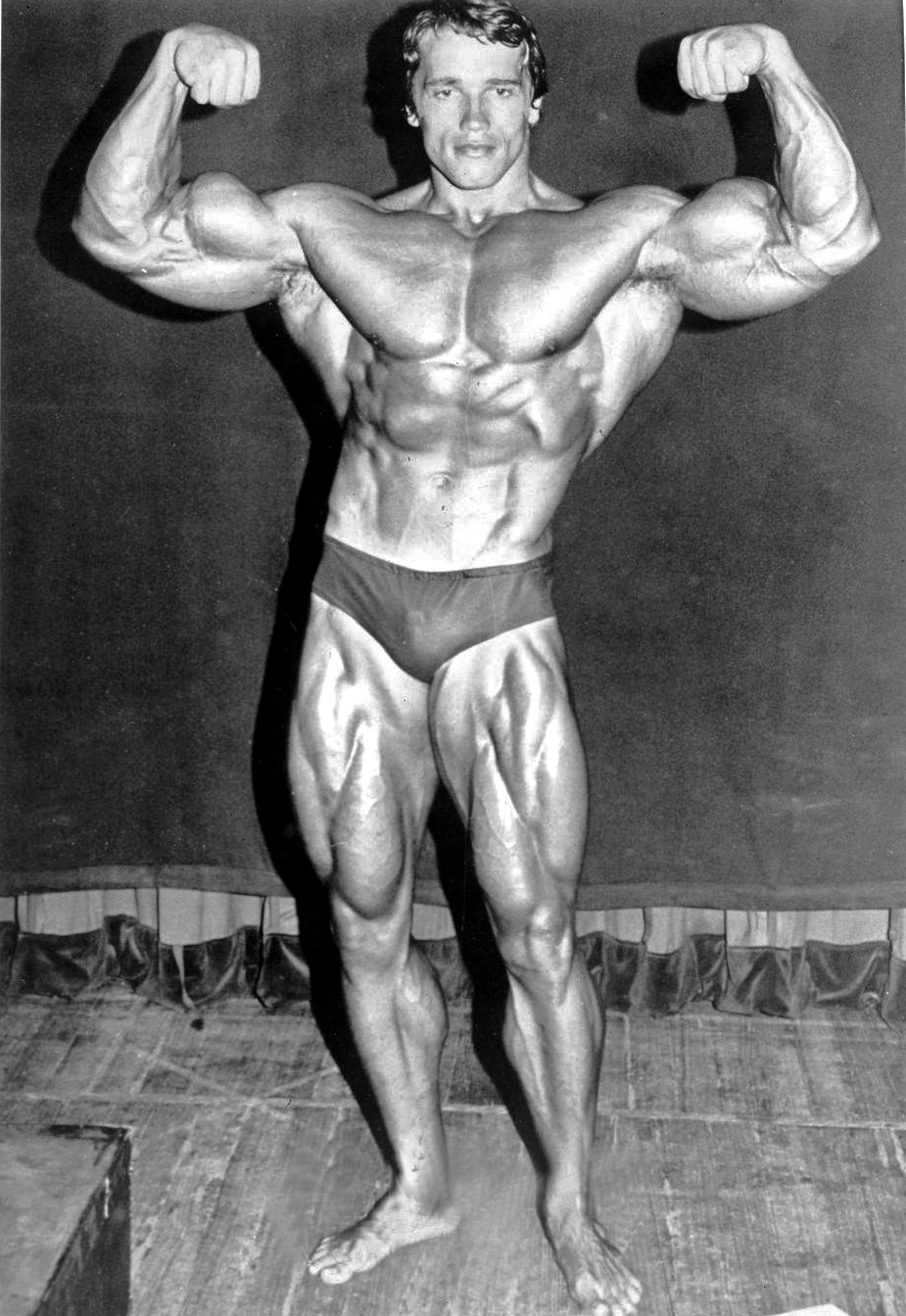
Arnold Schwarzenegger v roce 1974

Mr. Olympia je ocenění pro vítěze soutěže profesionálních kulturistů. Soutěž probíhá během tzv. Olympijského víkendu Joe Weidera. Mezinárodní kulturistickou soutěž pořádá každoročně Mezinárodní federace kulturistiky a fitness (IFBB). Joe Weider vytvořil soutěž k tomu, aby vítězové dalšího kulturistického ocenění Mr. Universe mohli i nadále soutěžit a vydělat si peníze. První Mr. Olympia se konala 18. září 1965 v Brooklyn Academy of Music v New Yorku, kde Larry Scott vyhrál první ze svých dvou titulů Mr. Olympia.
Rekordní počet vítězství je osm, drží ho Lee Haney (1984–1991) a Ronnie Coleman (1998–2005). Posledním držitelem titulu Mr. Olympia je Derek Lunsford.
Nejznámějším vítězem je Arnold Schwarzenegger, který zvítězil sedmkrát. Nejvícekrát zvítězil Ronnie Coleman a to 8x

## Vítězové
| #   | Rok  | Vítěz                 | Místo konání                                      |
| --- | ---- | --------------------- | ------------------------------------------------- |
| 1.  | 1965 | Larry Scott           | New York City, New York, USA                      |
| 2.  | 1966 | Larry Scott           | New York City, New York, USA                      |
| 3.  | 1967 | Sergio Oliva          | New York City, New York, USA                      |
| 4.  | 1968 | Sergio Oliva          | New York City, New York, USA                      |
| 5.  | 1969 | Sergio Oliva          | New York City, New York, USA                      |
| 6.  | 1970 | Arnold Schwarzenegger | New York City, New York, USA                      |
| 7.  | 1971 | Arnold Schwarzenegger | Paříž, Francie                                    |
| 8.  | 1972 | Arnold Schwarzenegger | Essen, Severní Porýní-Vestfálsko, Západní Německo |
| 9.  | 1973 | Arnold Schwarzenegger | New York City, New York, USA                      |
| 10. | 1974 | Arnold Schwarzenegger | New York City, New York, USA                      |
| 11. | 1975 | Arnold Schwarzenegger | Pretorie, Gauteng, Jihoafrická republika          |
| 12. | 1976 | Franco Columbu        | Columbus, Ohio, USA                               |
| 13. | 1977 | Frank Zane            | Columbus, Ohio, USA                               |
| 14. | 1978 | Frank Zane            | Columbus, Ohio, USA                               |
| 15. | 1979 | Frank Zane            | Columbus, Ohio, USA                               |
| 16. | 1980 | Arnold Schwarzenegger | Sydney, Nový Jižní Wales, Austrálie               |
| 17. | 1981 | Franco Columbu        | Columbus, Ohio, USA                               |
| 18. | 1982 | Chris Dickerson       | Londýn, Anglie, Spojené království                |
| 19. | 1983 | Samir Bannout         | Mnichov, Bavorsko, Západní Německo                |
| 20. | 1984 | Lee Haney             | New York City, New York, USA                      |
| 21. | 1985 | Lee Haney             | Brusel, Belgie                                    |
| 22. | 1986 | Lee Haney             | Columbus, Ohio, USA                               |
| 23. | 1987 | Lee Haney             | Göteborg, Švédsko                                 |
| 24. | 1988 | Lee Haney             | Los Angeles, Kalifornie, USA                      |
| 25. | 1989 | Lee Haney             | Rimini, Emilia-Romagna, Itálie                    |
| 26. | 1990 | Lee Haney             | Chicago, Illinois, USA                            |
| 27. | 1991 | Lee Haney             | Orlando, Florida, USA                             |
| 28. | 1992 | Dorian Yates          | Helsinky, Finsko                                  |
| 29. | 1993 | Dorian Yates          | Atlanta, Georgie, USA                             |
| 30. | 1994 | Dorian Yates          | Atlanta, Georgie, USA                             |
| 31. | 1995 | Dorian Yates          | Atlanta, Georgie, USA                             |
| 32. | 1996 | Dorian Yates          | Chicago, Illinois, USA                            |
| 33. | 1997 | Dorian Yates          | Los Angeles, Kalifornie, USA                      |
| 34. | 1998 | Ronnie Coleman        | New York City, New York, USA                      |
| 35. | 1999 | Ronnie Coleman        | Las Vegas, Nevada, USA                            |
| 36. | 2000 | Ronnie Coleman        | Las Vegas, Nevada, USA                            |
| 37. | 2001 | Ronnie Coleman        | Las Vegas, Nevada, USA                            |
| 38. | 2002 | Ronnie Coleman        | Las Vegas, Nevada, USA                            |
| 39. | 2003 | Ronnie Coleman        | Las Vegas, Nevada, USA                            |
| 40. | 2004 | Ronnie Coleman        | Las Vegas, Nevada, USA                            |
| 41. | 2005 | Ronnie Coleman        | Las Vegas, Nevada, USA                            |
| 42. | 2006 | Jay Cutler            | Las Vegas, Nevada, USA                            |
| 43. | 2007 | Jay Cutler            | Las Vegas, Nevada, USA                            |
| 44. | 2008 | Dexter Jackson        | Las Vegas, Nevada, USA                            |
| 45. | 2009 | Jay Cutler            | Las Vegas, Nevada, USA                            |
| 46. | 2010 | Jay Cutler            | Las Vegas, Nevada, USA                            |
| 47. | 2011 | Phil Heath            | Las Vegas, Nevada, USA                            |
| 48. | 2012 | Phil Heath            | Las Vegas, Nevada, USA                            |
| 49. | 2013 | Phil Heath            | Las Vegas, Nevada, USA                            |
| 50. | 2014 | Phil Heath            | Las Vegas, Nevada, USA                            |
| 51. | 2015 | Phil Heath            | Las Vegas, Nevada, USA                            |
| 52. | 2016 | Phil Heath            | Las Vegas, Nevada, USA                            |
| 53. | 2017 | Phil Heath            | Las Vegas, Nevada, USA                            |
| 54. | 2018 | Shawn Rhoden          | Las Vegas, Nevada, USA                            |
| 55. | 2019 | Brandon Curry         | Las Vegas, Nevada, USA                            |
| 56. | 2020 | Mamdouh Elssbiay      | Orlando, Florida, USA                             |
| 57. | 2021 | Mamdouh Elssbiay      | Orlando, Florida, USA                             |
| 58. | 2022 | Hadi Choopan          | Las Vegas, Nevada, USA                            |
| 59. | 2023 | Derek Lunsford        | Orlando, Florida, USA                             |
| 60. | 2024 | Samson Dauda          | Las Vegas, Nevada, USA                            |

### Počet titulů
| Pořadí | Počet vítězství | Jméno                 | Rok                  |
| ------ | --------------- | --------------------- | -------------------- |
| 1–2.   | 8               | Lee Haney             | 1984–1991            |
| 1–2.   | 8               | Ronnie Coleman        | 1998–2005            |
| 3–4.   | 7               | Arnold Schwarzenegger | 1970–1975, 1980      |
| 3–4.   | 7               | Phil Heath            | 2011–2017            |
| 5.     | 6               | Dorian Yates          | 1992–1997            |
| 6.     | 4               | Jay Cutler            | 2006–2007, 2009–2010 |
| 7–8.   | 3               | Sergio Oliva          | 1967–1969            |
| 7–8.   | 3               | Frank Zane            | 1977–1979            |
| 9–11.  | 2               | Larry Scott           | 1965–1966            |
| 9–11.  | 2               | Franco Columbu        | 1976, 1981           |
| 9–11.  | 2               | Mamdouh Elssbiay      | 2020–2021            |
| 12–16. | 1               | Chris Dickerson       | 1982                 |
| 12–16. | 1               | Samir Bannout         | 1983                 |
| 12–16. | 1               | Dexter Jackson        | 2008                 |
| 12–16. | 1               | Shawn Rhoden          | 2018                 |
| 12–16. | 1               | Brandon Curry         | 2019                 |